# Історія інженерії

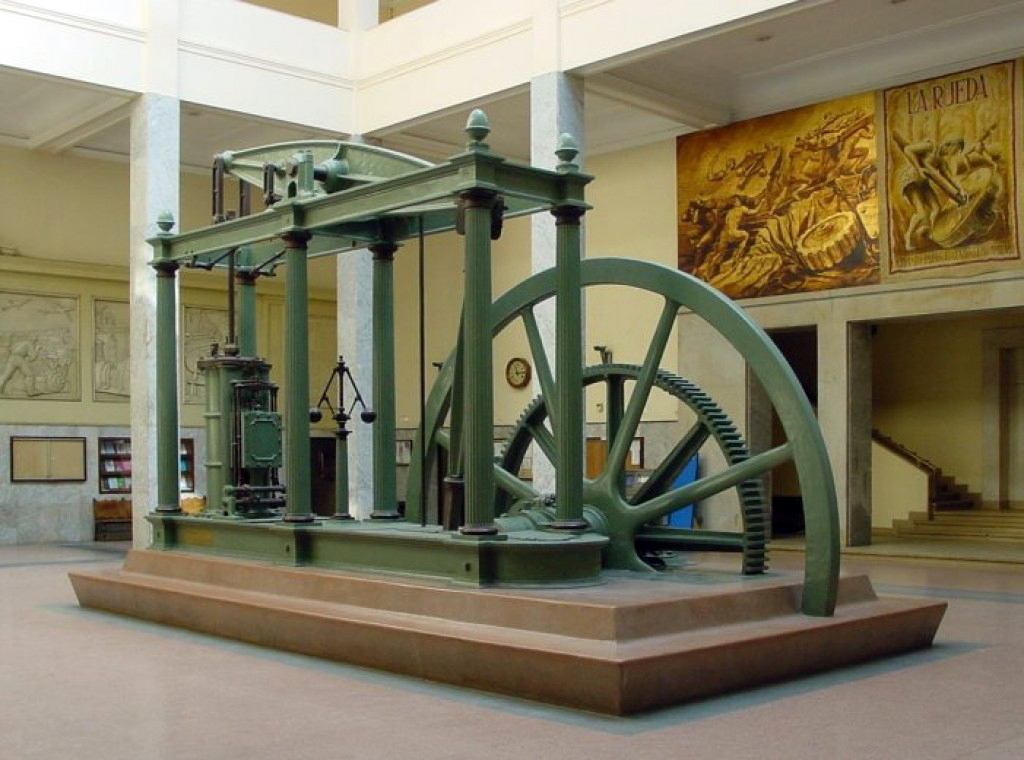
Парова машина Ватта, головний рушій промислової революції, підкреслює важливість інженерії в сучасній історії. Ця модель виставлена в головній будівлі ETSII в Мадриді, Іспанія.

Поняття інженерії існувало з давніх часів, коли люди винайшли фундаментальні винаходи, такі як блок, важіль та колесо. Кожен з цих винаходів узгоджується з сучасним визначенням інженерії, використовуючи основні механічні принципи для створення корисних інструментів і предметів.
Сам термін інженерія має набагато пізнішу етимологію, яка походить від слова інженер, яке власне походить з 1325 року, коли engine'er (буквально той, хто керує машиною) спочатку називався «конструктором військових машин». У цьому контексті, тепер вже застарілому, «машина» відноситься до військової машини, тобто — механічне пристосування, що використовується на війні (наприклад, катапульта). Саме слово «машина» має ще давніше походження, зрештою походить від латинського ingenium (приблизно 1250 рік), що означає «вроджена якість, особливо розумова сила, отже, розумний винахід».
Пізніше, коли проєктування цивільних споруд, таких як мости та будівлі, встановилось як технічна дисципліна, термін цивільне будівництво увійшов у лексикон як спосіб розрізняти тих, хто спеціалізується на будівництві таких невійськових проєктів, і тих, хто бере участь у старшій дисципліні військової інженерії (початкове значення слова «інженерія», нині значною мірою застаріле, за примітними винятками, які збереглися до наших днів, такими як військово-інженерні корпуси, як приклад Інженерні війська України).